# Reservas de petróleo en Rusia
Las estimaciones de reservas probadas de petróleo en Rusia varían ampliamente, oscilando entre 60.000 y 200.000 millones de barriles. La mayoría de estas estimaciones solo incluyen las reservas de Siberia Occidental, explotadas desde la década de 1970, que habitualmente aportan dos tercios del petróleo de Rusia. En 2005, el Ministerio ruso de Recursos Naturales afirmó que existían otros 4.700 millones de barriles (0.75×10^9 m³) de petróleo en el este de Siberia. Adicionalmente, se calcula que existen 100.000 millones de toneladas de petróleo y gas en las aguas territoriales rusas del Ártico.
Tras el colapso de la antigua Unión Soviética, la producción rusa de petróleo cayó fuertemente, y se ha recuperado solo en los últimos años. La URSS alcanzó un máximo de 12,5 millones de barriles por día (1.99×10^6 m3/d) de producción de líquidos totales en 1988, mientras que Rusia había caído a alrededor de 6 Mbbl/d (950×10^3 m3/d) a mediados de 1990 . Un giro en la producción de petróleo en Rusia se inició en 1999, que muchos analistas atribuyen a la privatización de la industria. Los altos precios mundiales del petróleo, el uso de tecnología japonesa, y el rejuvenecimiento de los viejos campos petroleros también ayudó. Para el año 2007 la producción rusa se había recuperado a 9,8 Mbbl/d (1.56×10^6 m3/d), pero fue creciendo a un ritmo más lento que en 2002-2004.
</ref> En 2008, la producción cayó 1 por ciento en el primer trimestre y el vicepresidente de Lukoil, Leonid Fedun; dijo que US$ 1 Billón tendrían que ser invertidos en el desarrollo de nuevas reservas, para que los actuales niveles de producción se mantuvieran.
En 2007, Rusia produjo unos 9,8 Mbbl/d (1.56×10^6 m3/d) de líquidos, consumió alrededor de 2,8 Mbbl/d (450×10^3 m3/d), y exportó (en neto) en torno al 7 Mbbl/d (1.1×10^6 m3/d). Más del 70 por ciento de la producción de petróleo ruso se exporta, mientras que el 30 por ciento restante es refinado a nivel local. A principios de 2008 las autoridades rusas según reportes estaban preocupadas, ya que, después de haber aumentado solo un 2% durante el año 2007, la producción de petróleo empezó a disminuir de nuevo en 2008 . El gobierno propuso recortes de impuestos al petróleo en un intento de estimular la producción.
Para 2011, la producción de petróleo en Rusia había ascendido a 10.540.000 bbl/día. Con ello, se ha convertido en uno de los mayores productores y exportadores de petróleo en el mundo.